# Lardirago
Lardirago là một đô thị ở tỉnh Pavia trong vùng Lombardia của Ý, có cự ly khoảng 25 km về phía nam của Milan và khoảng 9 km về phía đông bắc của Pavia. Tại thời điểm ngày 31 tháng 12 năm 2004, đô thị này có dân số 1.215 người và diện tích là 5,4 km².
Lardirago giáp các đô thị sau: Bornasco, Ceranova, Marzano, Roncaro, Sant'Alessio con Vialone.